# Limnoxenus olmoi
Limnoxenus olmoi é uma espécie de insetos coleópteros polífagos pertencente à família Hydrophilidae.
A autoridade científica da espécie é Hernando & Fresneda, tendo sido descrita no ano de 1994.
Trata-se de uma espécie presente no território português.